# Глюкауф-Кампфбан

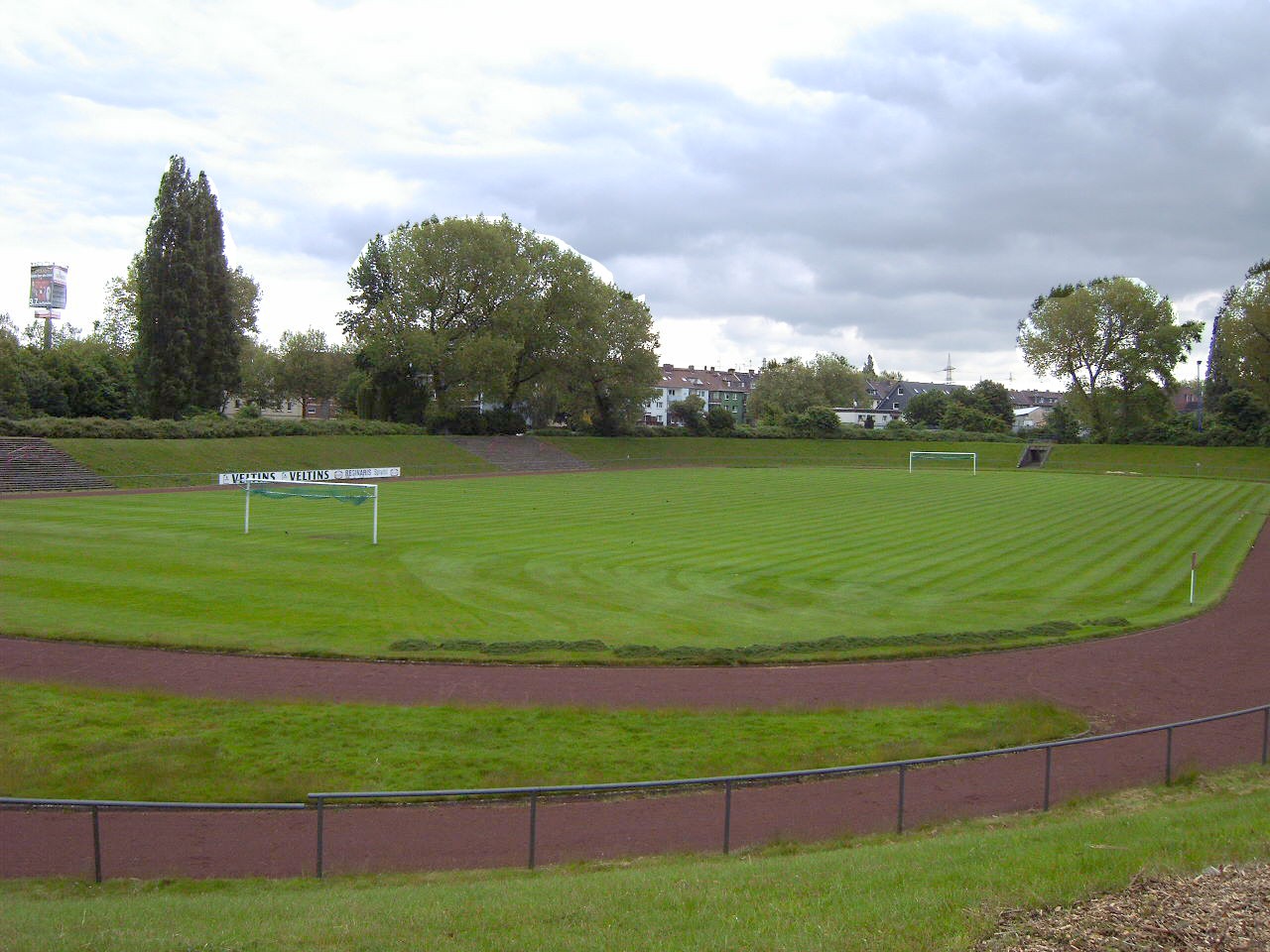
«Глюкауф-Кампфбан» в мае 2005 года

«Глюка́уф-Кампфба́н» (нем. Glückauf-Kampfbahn) — стадион в немецком Гельзенкирхене, который был открыт в 1928 году. Первый стадион «Шальке 04» и главный стадион города до появления «Паркштадиона».

## История
Чтобы построить собственный стадион, «Шальке» арендовал 50 тысяч квадратных метров на севере района Шальке у каменноугольной шахты Consolidation. Строительство стадиона продолжалось чуть больше года и обошлось «Шальке» в 200 тысяч рейхсмарок. Матч-открытие «Глюкауф-Кампфбана» состоялся 25 августа 1928 года против клуба «Кёльн-Зюльц» (3:3).
Несмотря на вместимость, рассчитанную при открытии на 34 тысяч человек, часто стадион оказывался переполненным, а в 1931 году установил свой рекорд: товарищеский матч с дюссельдорфской «Фортуной» посетили 70 тысяч человек. В 1936 году «Глюкауф-Кампфбан» был расширен за счёт увеличения главной трибуны.
После Второй мировой войны стадион был практически разрушен. В 1946 году члены клуба провели его первую реконструкцию, а уже 7 июля «Шальке» отпраздновал возвращение после войны победой над «Вестфалией» (5:0). В 50-е годы «Глюкауф-Кампфбан» продолжали модернизировать изнутри, а в 1956 году вокруг поля были установлены прожекторы. Спустя два года «Шальке» дебютировал в Кубке европейских чемпионов.
Последний матч на «Глюкауф-Кампфбане» в Бундеслиге «Шальке» сыграл в последнем туре сезона 1972/73 с «Гамбургом» (2:0). В 80-х годах все трибуны, кроме главной, были снесены, а вместимость стадиона уменьшилась до 11 тысяч человек. С 1986 года главная трибуна «Глюкауф-Кампфбана» является находящимся под защитой культурным памятником Гельзенкирхена.
С 1974 года «Глюкауф-Камфбан» является домашним стадионом любительского клуба «Тевтония Шальке-Норд». До января 2006 года на стадионе также играли юношеские команды «Шальке 04». Во время чемпионата мира 2006 года стадион был переоборудован в одну из фан-зон для немецких болельщиков.
В 2020 году был отреставрирован оригинальный исторический вход на стадион. В настоящее время «Глюкауф-Кампфбан» также используется для проведения различных социальных мероприятий.